# Eric-Campbell

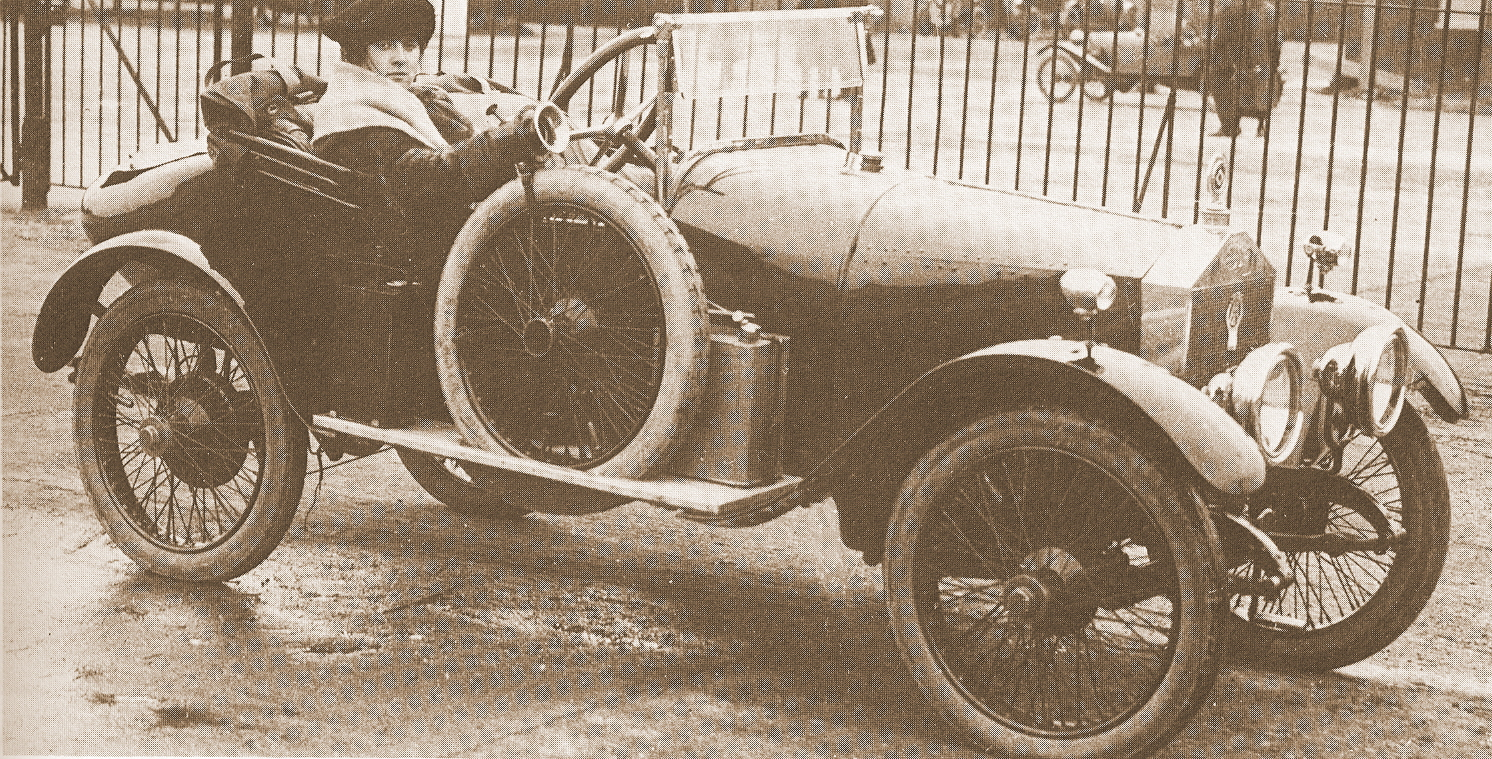
Eric-Campbell (1919)

Eric-Campbell war eine britische Automobilmarke, die 1919–1926 von der Vulcan Iron & Metal Works Ltd. in Southall (Middlesex) hergestellt wurde.
1919 erschien der Eric-Campbell 10 hp. Er besaß einen seitengesteuerten Reihenvierzylindermotor mit 1,5 l Hubraum. Sein Radstand betrug 2.210 mm.
1924 hieß der nahezu gleiche Wagen Eric-Campbell 10/22 hp, besaß aber einen Radstand von 2.591 mm. Ihm zur Seite wurde der kleinere Eric-Campbell 8/20 hp gestellt, dessen Vierzylindermotor nur 1,1 l Hubraum besaß, dafür aber eine OHV-Ventilsteuerung. Sein Radstand war 2.286 mm.
1925 erschien der Eric-Campbell 12/30 hp, ein 10/22 hp mit nur noch 1,4 l Hubraum.
1926 verschwand die Marke vom Markt.

## Modelle
| Modell   | Bauzeitraum | Zylinder | Hubraum  | Radstand |
| -------- | ----------- | -------- | -------- | -------- |
| 10 hp    | 1919–1924   | 4 Reihe  | 1498 cm³ | 2210 mm  |
| 8/20 hp  | 1924        | 4 Reihe  | 1075 cm³ | 2286 mm  |
| 10/22 hp | 1924        | 4 Reihe  | 1498 cm³ | 2591 mm  |
| 12/30 hp | 1925–1926   | 4 Reihe  | 1368 cm³ | 2591 mm  |